# Gianfranco Ravasi
Gianfranco Ravasi, né à Merate le 18 octobre 1942, est un cardinal italien, président émérite des Conseils pontificaux pour la culture, l'archéologie sacrée et le patrimoine culturel de l'Église.

## Biographie

### Prêtre et évêque
Il est ordonné prêtre en 1966 pour le diocèse de Milan. Ravasi est préfet de la grande bibliothèque lombarde qu'est la bibliothèque ambroisienne, fondée par le cardinal Federico Borromeo en 1607.
Formé à la Grégorienne et à l'Institut biblique pontifical, il enseigne l'exégèse biblique à la Faculté de théologie d'Italie septentrionale.
Membre de la commission théologique internationale de 1985 à 1995, protonotaire apostolique depuis le 22 juin 1995, il est aussi membre de la Commission biblique pontificale depuis cette même année 1995, sous la présidence du cardinal Joseph Ratzinger. Bibliste et hébraïsant renommé, il est particulièrement célèbre en Italie, aussi bien pour ses nombreux ouvrages (une cinquantaine) que pour certaines émissions religieuses, notamment de vulgarisation, sur la chaîne Canale 5. Il intervient souvent dans le quotidien italien Avvenire et l'hebdomadaire Famiglia Cristiana. 
Le 3 septembre 2007, Benoît XVI le nomme président du Conseil pontifical pour la culture ainsi que président des commissions pontificales pour le patrimoine culturel de l'Église et pour l'archéologie sacrée, et à ce titre grand organisateur du Parvis des gentils. 
Le Pape l'a lui-même consacré évêque à Saint-Pierre de Rome le 29 septembre 2007. Il reçoit alors le titre d'archevêque in partibus de Villamagna-en-Proconsulaire (de). Il entre en fonction le 15 octobre.
En octobre 2008, il est le rédacteur du très remarqué message final de la XIIe assemblée générale du Synode des évêques sur la Parole de Dieu.
En 2012, il présente un exposé lors des conférences du Mondial de la famille à Milan (Italie).

### Cardinal
Il est créé cardinal par Benoît XVI lors du consistoire du 20 novembre 2010. Il reçoit alors le titre de cardinal-diacre de San Giorgio in Velabro.
Il participe au conclave de 2013 qui élit François. Celui-ci le maintient dans ses fonctions, le 16 mars 2013, de président du Conseil pontifical de la culture.
Le 29 mars 2014, à l'occasion de la confirmation du préfet de la Congrégation pour les instituts de vie consacrée et les sociétés de vie apostolique, il est nommé membre de cette congrégation par le pape.
Le 3 mai 2021, il est nommé cardinal-prêtre par le pape François.
Il atteint la limite d'âge le 18 octobre 2022, ce qui l'empêche de participer aux votes du prochain conclave.

## Bibliste

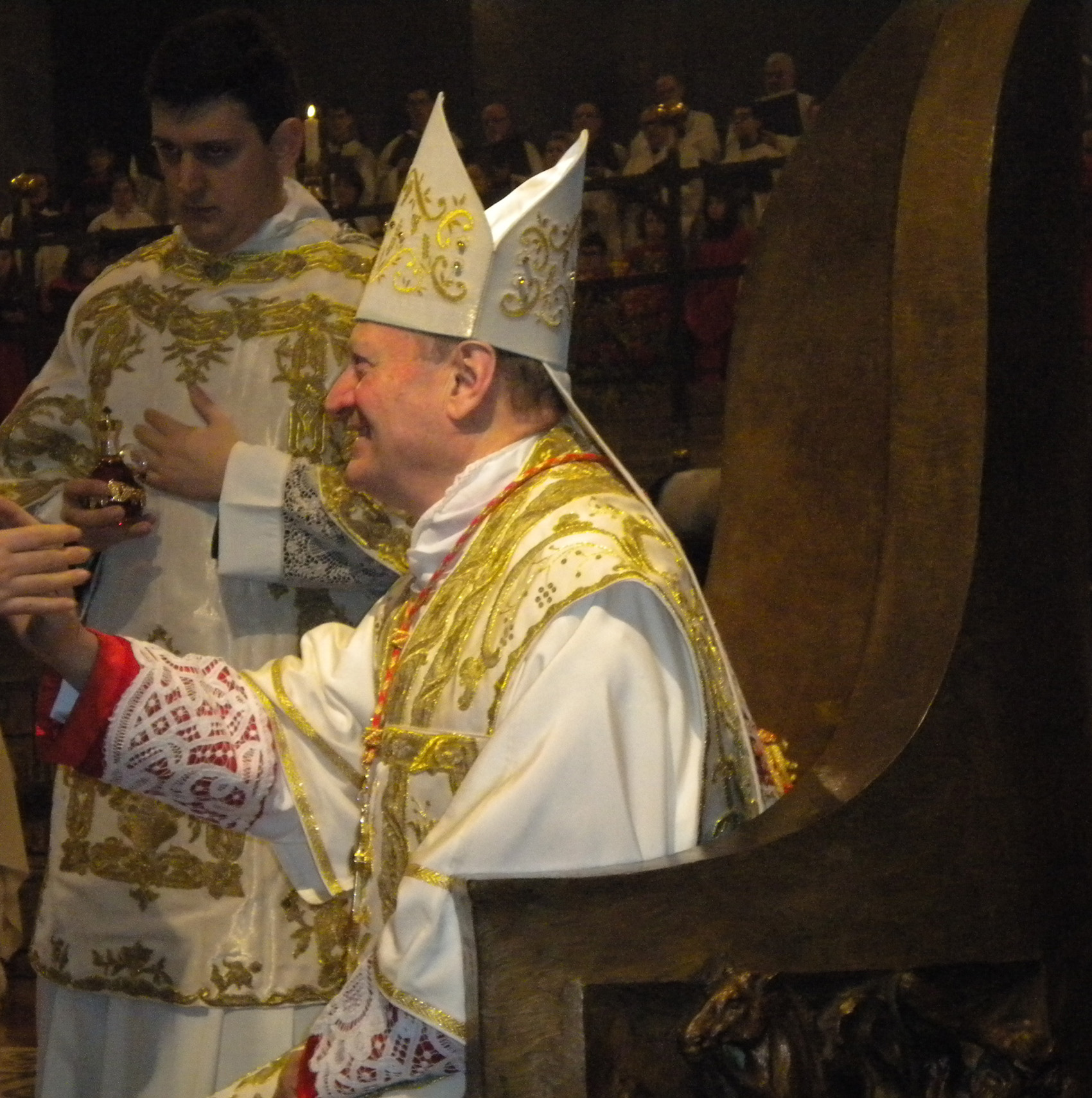
Le cardinal Ravasi à Lodi, le 19 janvier 2014, durant la messe pontificale pour la fête de Saint Bassian.

Dans ses études bibliques, il prête une attention particulière au fonctionnement de la poésie, aux difficultés d'interprétation du langage poétique. Son talent de vulgarisateur se déploie également dans l'exposé de thèmes bibliques, d'une lecture plus abordable pour un vaste public.
Sensible aux questions culturelles et à leur impact sur l'histoire de la pensée (il a par exemple publié une Breve storia dell’anima (« Brève histoire de l'âme ») à partir de la Bible et de la culture grecque), il se fait remarquer en prônant le dialogue entre l'éthique laïque et la morale religieuse, entre le darwinisme et le créationnisme. Le pape Benoît XVI lui a confié les méditations du chemin de Croix 2007, signe de confiance dans sa démarche spirituelle de chercheur et de vulgarisateur.

## Devise épiscopale
« Prædica verbum » (« Proclame la parole »)

## Distinction
- Grande médaille d'or de l'Ambroise d'or (it) (Décision du 27 novembre 2007[5])

- Chevalier Grand Croix dans l'Ordre de l'Étoile d'Italie[6]
- Commandeur dans l'Ordre de la Légion d'Honneur[7]
- Grand-croix de l'Ordre de l’Étoile de Roumanie (Décret du 26 août 2008 du premier ministre Călin Popescu-Tăriceanu[8])
- Ordre de l'Amitié (Azerbaïdjan) (4 novembre 2013 par le président Ilham Aliyev[9])

### En italien
- Gesù, una buona notizia, SEI, Torino 1982
- Ecclesiaste / Qohelet. Il libro più originale e scandaloso dell'Antico Testamento, éditions San Paolo, Cinisello Balsamo 1988
- Lettera ai Romani, éditions Dehoniane, Bologne 1990
- Lettere ai Corinzi, éditions Dehoniane, Bologne 1992
- Il racconto del cielo. Le storie, le idee, i personaggi dell'Antico Testamento, Mondadori, Milan 1995
- La Buona Novella. Le storie, le idee, i personaggi del Nuovo Testamento, Milan 1996
- Apocalisse di Giovanni / Apocalisse, éditions Piemme, Casale Monferrato 1999
- I monti di Dio. Il mistero della montagna tra parola e immagine, Cinisello Balsamo 2001
- Il libro di Giobbe, éditions Dehoniane, Bologne 2002
- I Comandamenti, éditions San Paolo, Cinisello Balsamo 2002
- I salmi, Piemme, Asti 1996

De 1988 à 2001, il a dirigé le Nuovo dizionario di teologia biblica (Nouveau dictionnaire de théologie biblique) et a eu plusieurs fois la charge de révisions (introductions et notes) de différentes éditions de la Nuovissima versione della Bibbia dai testi originali. Il prête un intérêt particulier à la littérature de Sagesse (Job, Psaumes, Cantique des cantiques, Qohelet).

### En français
- De génération en génération - Anthropologie de la transmission, Ed. Salvator, Paris, 2015.  (ISBN 978-2-7067-1321-7)
- Le cardinal et le philosophe avec Luc Ferry, Ed. Plon, Paris, 2013.  (ISBN 978-2-259-21714-9)
- Les portes du péché - Les sept vices capitaux, Ed. Mame, Paris, 2012.  (ISBN 978-2-7289-1596-5)
- L'Église, cité du Dieu vivant : splendeurs et misères des communautés du Nouveau Testament, Ed. Saint-Augustin, Saint-Maurice, 2004.  (ISBN 2-88011-283-4)
- Méditations sur l'Évangile de l'enfance, Ed. Saint-Augustin, Saint-Maurice, 2004.  (ISBN 2-88011-300-8)

Traduit de Videro il Bambino e sua Madre
- La paternité de Dieu dans la Bible [Texte imprimé] : cycle de conférences bibliques, Ed. Saint-Augustin, Saint-Maurice, 2004.  (ISBN 2-88011-261-3)

Traduit de La paternita divina nella Biblia
- Robert Michaud, Les psaumes : adaptation de l'œuvre en trois volumes de Gianfranco Ravasi, Éditions Paulines, Montréal, 1993.  (ISBN 2-89039-574-X)

Traduction et adaptation de : Il libro dei salmi

### Source
- « Portrait de Mgr Gianfranco Ravasi », dans La Documentation catholique n°2388 du 21 oct. 2007, p. 891.